# Charles Fourier
Pour les articles homonymes, voir Fourier.
Charles Fourier, né le 7 avril 1772 à Besançon (Doubs) et mort le 10 octobre 1837 à Paris, est un philosophe français, fondateur de l’École sociétaire.
Il était considéré par Karl Marx et Friedrich Engels comme une figure du « socialisme critico-utopique », dont un autre représentant fut Robert Owen. Plusieurs communautés utopiques, indirectement inspirées de ses écrits, ont été créées depuis les années 1830.

## Biographie

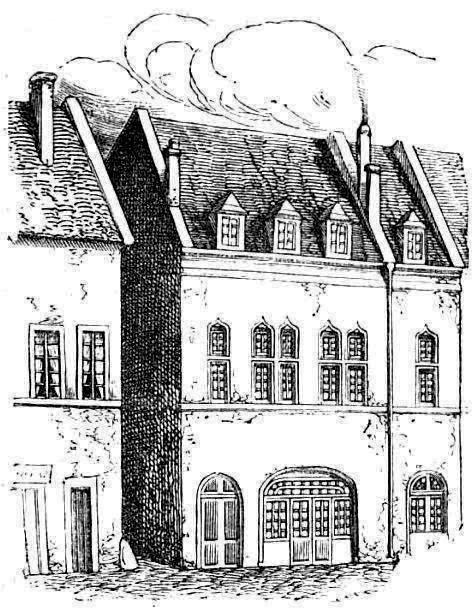
Maison natale de Fourier à Besançon, dans la Grand-Rue, à l’angle sud de l’ancienne ruelle Baron.

Fils de Marie Muguet, femme pieuse et peu instruite, issue d’une famille de commerçants bisontins et d'un notable de Besançon, négociant aisé, possédant un magasin de draps ruelle Baron, mort en 1781. Il fait de bonnes études jusqu’à l’âge de 16 ans, chez les ecclésiastiques du collège de Besançon:32, montrant un grand goût pour la géographie, la floriculture et la musique:33.
Désirant intégrer l’École royale du génie de Mézières, il ne peut y parvenir, faute d’être noble:36. Il fait donc, dès 1791, son apprentissage dans le commerce, à Rouen puis à Lyon:37. Revenu à Besançon vers le commencement de 1793:42, il en part, après quelques mois, pour se rendre à Lyon, où il importera des denrées coloniales:44. Lors du siège de Lyon qui lui coûtera sa fortune, il combat avec les fédéralistes lyonnais:45, échappe à l’arrestation et revient à Besançon:47.
Brièvement incarcéré:48, il est enrôlé, le 2 prairial an II:50, au moment de la levée en masse:49, dans le 8e régiment de chasseurs à cheval pour passer dix-huit mois dans le Palatinat avec l’armée du Rhin. Démobilisé le 3 pluviôse an IV:50, il est obligé, malgré son aversion pour le commerce, de travailler comme commis-marchand ou commis-voyageur à Lyon sous le Consulat et l’Empire:52. Michelet a pu dire de lui : « Qui a fait Fourier ? Ni Ange ni Babeuf : Lyon, seul précédent de Fourier. » Cette affirmation se trouve exacte car c’est la ville où la misère ouvrière est la plus visible, et où l’on peut trouver une abondance de sociétés secrètes de réformateurs. Il a eu donc l’occasion d’observer cette réalité et de la détester.
Dans l’hiver de 1815-1816, il quitte Lyon pour se retirer dans le Bugey, chez ses nièces de Rubat, à Talissieu:67. Après s’être brouillé avec les Rubat, il résidera, de cette période jusqu’à 1820, chez une autre sœur, Mme Parrat-Brillat:67. Pendant ces quelques années, il mûrira sa découverte et élaborera les diverses branches de sa Théorie, la plupart de ses cahiers manuscrits ayant été rédigés dans cet intervalle de temps, aussi bien ceux restés inédits que ceux ayant servi à la composition du Traité de l'Association:67.
En 1808, il pose, dans son ouvrage Théorie des quatre mouvements et des destinées générales, qu’il poursuivit sous forme d’un grand traité dit de l’Association domestique et agricole:73, les bases d’une réflexion sur une société communautaire. Bien qu’inachevé, cet ouvrage monumental, auquel il avait consacré les six derniers mois de 1821 et les huit ou neuf premiers de 1822:80, est publié en 1822:68.
En novembre 1822, il se rend à Paris avec une partie de l’édition de son livre, afin d’en activer la vente et de se tenir à la disposition des personnes qui pourraient avoir l’intention de faire l’essai de sa théorie d’Association industrielle. Cependant, l’ouvrage ne se vendit pas et les journaux n’en voulurent seulement pas faire mention:80. Pour suppléer à leur silence, qu’il attribuait à l’influence de la cabale philosophique, il se contraint, dans le but d’être mieux compris, à rédiger un résumé de sa théorie, intitulé Le Nouveau Monde industriel et sociétaire, paru en 1829, où il s’attache d’abord à convaincre les différentes classes de l’immense intérêt qu’avait chacune d’elles à l’expérimentation de la Théorie sociétaire, dont il présentait çà et là les aperçus qui lui semblaient les plus propres à faire impression sur les esprits:80. Il signale ensuite les aberrations de la critique arbitraire, la nécessité de lui donner un contrepoids, d’établir contre elle une institution de garantie dans l’intérêt du public comme dans celui des auteurs:80.
Un petit groupe de Bisontins s’est constitué autour de lui : Just Muiron dès 1814:67, Désiré Ordinaire, Adrien Gréa, Aimée et Félix Beuque, Clarisse Vigoureux, Victor Considerant (à partir de 1825). Le groupe des disciples, qui étaient une dizaine à la fin de la Restauration, s’étoffe, sous la monarchie de Juillet, avec par exemple Jules Lechevalier ou Abel Transon, et d’autres transfuges du saint-simonisme:86. Cette école publie Le Phalanstère en 1832. C’est alors qu’apparaissent les termes « fouriérisme » et « phalanstérien ».
En janvier 1826, employé comme commis chargé de la correspondance ou de la comptabilité, dans une maison de commerce américaine, temporairement établie en France, il prend la résolution d’habiter désormais la capitale, de préférence à toute autre ville, parce qu’il espère y rencontrer plus aisément des personnes en position d’essayer sa Théorie:91. En 1826 et 1827, il emploie le temps que lui laissent ses fonctions à écrire l'Abrégé de sa Doctrine, paru deux ans plus tard sous le titre de Nouveau Monde industriel. À l’automne 1827, il quitte sa place et tente, vers la fin de l’automne, l’importation à Paris de vins franc-comtois:92.

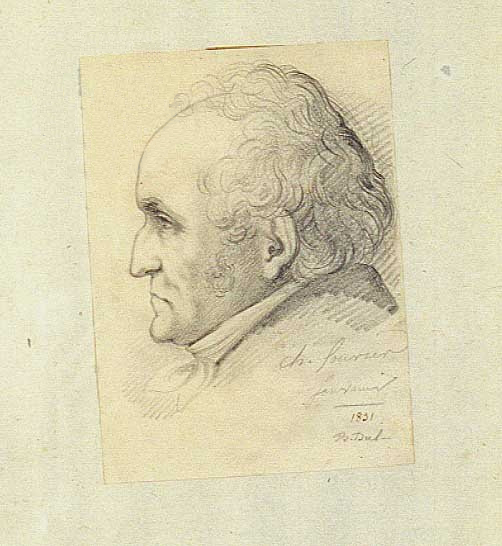
Portrait de Charles Fourier dessiné par Alexandre Baudet-Dulary, 1831.

Dans les dernières années de sa vie, Fourier connaît un début de notoriété, mais il reste un homme solitaire. Il collabore cependant à la rédaction du journal Le Phalanstère (1832-1834), et, en février 1834, en réponse au premier écrit politique de Victor Hugo, Étude sur Mirabeau, il écrit : « Je n’adhère nullement aux flatteries que vous adressez à la France, car elle porte partout le vandalisme, témoin sa conduite à Alger, qu’elle a barbarisé, couvert de vendées et de ravages ». Il publie en 1835 La Fausse Industrie.
De 1825 à 1835, Charles Fourier conviait tous les jeudis d'éventuels mécènes à dîner avec lui, pour leur exposer son projet de phalanstère et les convaincre de le financer. Une anecdote inventée ou propagée par Béranger dit qu'attendant désespérément un riche industriel aussi fortuné qu'enthousiaste, Fourier dîna finalement seul tous ces jeudis pendant dix ans.
Charles Fourier meurt célibataire à Paris le 10 octobre 1837 et est inhumé au cimetière de Montmartre à Paris.

### Lieux de vie
Durant son séjour à Paris, de novembre 1822 à fin mars 1825, Charles Fourier loge d'abord 14, rue de Grenelle-Saint-Honoré, chez Monsieur Saussol, puis, en janvier 1823 à l'hôtel Saint-Roch, rue Neuve-Saint-Roch. De retour de Lyon, le 15 décembre 1825, il descend à l'hôtel de Hollande, 45, rue Richelieu où il reprendra un logement en mars ou avril 1829. Au printemps de 1832, il emménage 5, rue Joquelet, où sont établis les bureaux du journal Le Phalanstère. À partir du mois d'avril 1834, il occupe le logement 9, rue Saint-Pierre-Montmartre, où il meurt en 1837.

## Pensée
La quête de Fourier est celle d’une harmonie universelle. Il présente sa théorie comme résultant d'une découverte scientifique dans le domaine passionnel, parachevant la théorie de la gravitation d'Isaac Newton dans le domaine matériel. Dans le cadre de cette théorie dite de l’Attraction passionnée, l’univers serait en relation avec les passions humaines, qu’il reflèterait. Ainsi Charles Fourier déclare possible de s'informer sur les situations passionnelles humaines en observant notamment les animaux et les plantes terrestres, et en appliquant à ces observations un raisonnement analogique dont il donne quelques clés.
Dans le cycle de l’humanité de 80 000 ans présenté par Charles Fourier, la huitième période qu’il considère comme la première phase d’Harmonie rompt avec le système de domination au profit d’un système d’association domestique et agricole.
Charles Fourier considère que l'attirance naturelle des humains pour l'activité et la vertu est totalement entravée et pervertie par le travail. Il souhaite valoriser le travail et le rendre plus attractif. Il n’est en aucun cas opposé au travail en tant que tel, mais l’est au sens que lui donne la société qu’il critique.
Marx et Engels voient dans sa pensée utopique une critique radicale de la société de leur temps. Sa pensée réside d'abord dans une critique acerbe de la société industrielle qu'il qualifie d'anarchie industrielle, puis celle de la société commerçante : à Marseille, Charles Fourier avait été obligé par son patron de jeter des sacs de riz à la mer afin d'en maintenir le prix.

Charles Fourier promeut plusieurs idées très innovantes dont la création de crèches, l'une des premières tentatives de libération de la femme.

« Les progrès sociaux », écrit-il, « s’opèrent en raison des progrès des femmes vers la liberté et les décadences d’ordre social en raison du décroissement de la liberté des femmes, »

Par sa réflexion sur l’organisation du travail, sur les relations entre les sexes, entre l’individu et la société, il apparaît comme un précurseur et du socialisme et du féminisme français.
Il est cité dans l'origine des termes féministe et féminisme.
Il crée le concept philosophique de la gastrosophie, une « notion philosophique du goût et de la nourriture et une théorie se proposant de transmettre la culture du plaisir » selon sa propre définition.
Il est aussi marqué par un certain antisémitisme, proposant par exemple de revenir sur l’émancipation des Juifs et de réglementer leur activité économique.

### Théorie de l’attraction passionnée
Il pose les premières bases d'une réflexion critique portant sur la société industrielle naissante et ses défauts les plus criants. Selon lui, pour faire cesser les vices de la société civilisée, il suffit de faire confiance aux indications données par l’attraction passionnée, cette impulsion donnée par la nature antérieurement à la réflexion et persistante malgré l’opposition du devoir, du préjugé, etc.
Charles Fourier estime que l’attraction passionnée s’exprime en chaque être humain par l’intermédiaire de douze aiguillons. Il appelle ces aiguillons les douze passions radicales. Le libre essor de celles-ci conduit à satisfaire le besoin d’unité, ou unitéisme, gage de l’harmonie universelle des humains entre eux et avec la nature. Il distingue ainsi :
- cinq passions sensuelles, tendant à épanouir les cinq sens physiologiques ;
- quatre passions affectives, tendant à former spontanément des groupes : ambition, amitié, amour, famillisme ;
- trois passions organisatrices, tendant à harmoniser entre elles les neuf précédentes : cabaliste ou goût de l’intrigue et du calcul, papillonne ou goût du changement, composite ou goût pour l’assemblage des plaisirs des sens et de l’âme qui engendre l’exaltation.

### Phalanstère
Un phalanstère est un ensemble de bâtiments à usage communautaire qui se forme par la libre association et par l'accord affectueux de leurs membres. Pour Charles Fourier, les phalanstères formeront le socle d'un nouvel État.
Dans sa théorie, « la terre de la Société harmonique sera divisée en trois millions de phalanstères, chacun regroupant 1 500 personnes des trois sexes », (les mineurs, pour Fourier, appartiennent à un troisième sexe, un sexe « neutre ou impubère »).

#### Constitution
Fourier classe hommes et femmes en 810 catégories. Ces catégories correspondent à autant de passions, sous-passions, sous-sous-passions, etc., différentes. Il propose donc ces sociétés idéales composées d'une phalange de 1 620 individus de tous âges, nommées phalanstères, où chacun œuvre selon ses affinités, tout en accordant une place particulière à l'agriculture, ainsi qu'aux arts et aux sciences.

#### Bâtiments

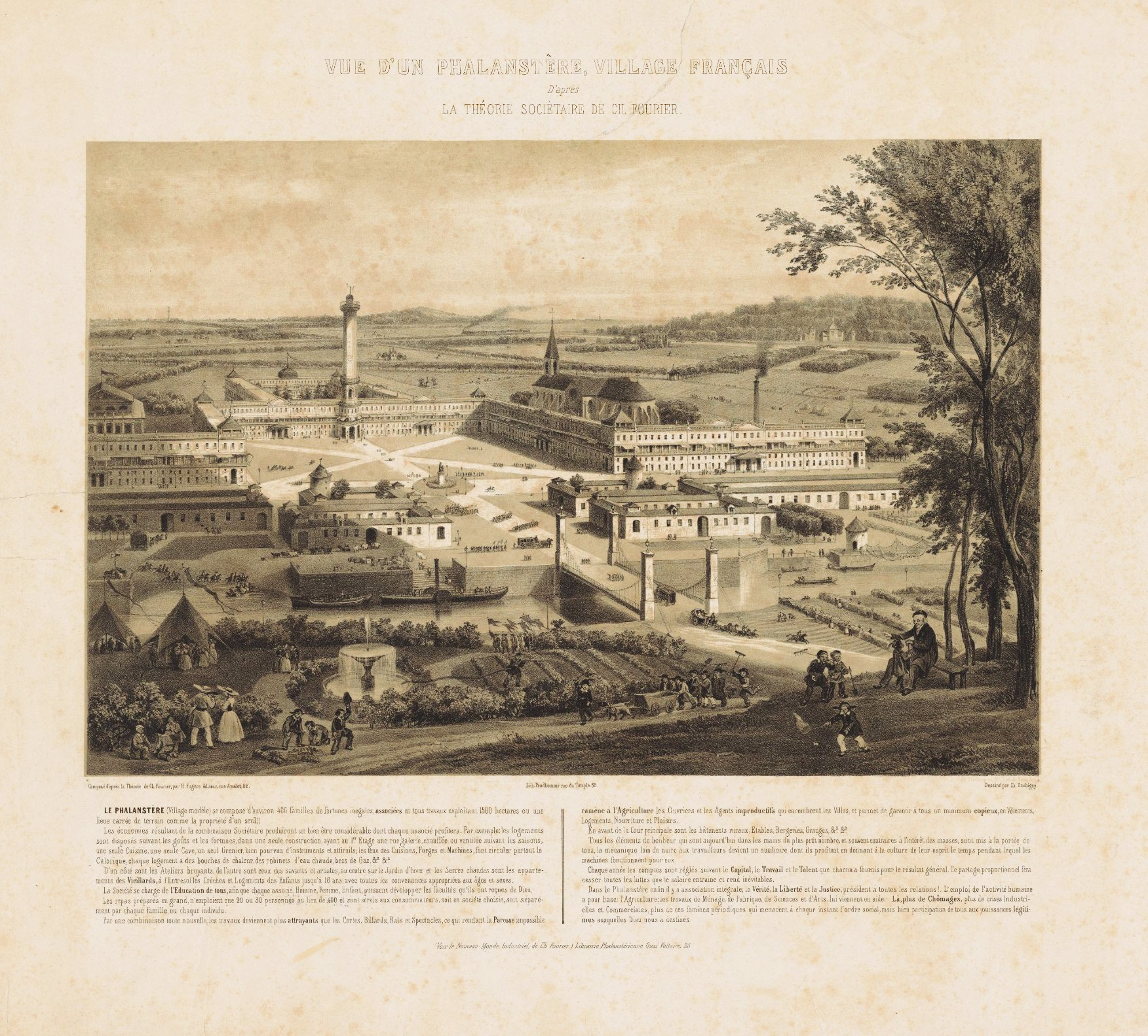
Vue perspective d'un phalanstère.

Le phalanstère est une sorte d'exploitation agricole avec des bâtisses pour le logement et l'amusement, pouvant accueillir 400 familles au milieu d'un domaine de 2 300 hectares, où l'on cultive les fruits et les fleurs avant tout. Fourier décrira à loisir les couloirs chauffés, les grands réfectoires et les chambres agréables.
Destiné à abriter 1 800 à 2 000 sociétaires formant une Phalange, le phalanstère est un bâtiment de très grande taille : une longueur de 600 toises, soit environ 1 200 m, à comparer aux 500 m du château de Versailles ; une surface occupée — bâti et non bâti — d'environ 4 kilomètres carrés ; des arcades, de grandes galeries facilitant les rencontres et la circulation par tous les temps ; des salles spécialisées de grande dimension (tour-horloge centrale, bourse, opéra, ateliers, cuisines) ; des appartements privés et de nombreuses salles publiques ; des ailes réservées au « caravansérail » et aux activités bruyantes ; une cour d'honneur de 600 × 300 m, dans laquelle tiendrait la grande galerie du Louvre ; une cour d'hiver de 300 m de côté (à comparer aux 100 m de la place des Vosges) plantée d'arbres à feuillage persistant ; des jardins et de multiples bâtiments ruraux…

Voici une description du phalanstère idéal faite par Victor Considerant, l’un des plus fervents disciples de Fourier. Elle est tirée de la brochure « Description du phalanstère et considérations sociales sur l'architectonique » publiée en 1846 : 

« Contemplons le panorama qui se développe sous nos yeux. Un splendide palais s’élève du sein des jardins, des parterres et des pelouses ombragées, comme une île marmoréenne baignant dans un océan de verdure. C’est le séjour royal d’une population régénérée. Devant le Palais s’étend un vaste carrousel. C’est la cour d’honneur, le champ de rassemblement des légions industrielles, le point de départ et d’arrivée des cohortes actives, la place des parades, des grands hymnes collectifs, des revues et des manœuvres. La route magistrale qui sillonne la campagne de ses quadruples rangées d’arbres somptueux, bordées de massifs d’arbustes et de fleurs, arrive, en longeant les deux ailes avancées du Phalanstère, sur la cour d’honneur, qu’elle sépare des bâtiments industriels et des constructions rurales, développées du côté des grandes cultures. Au premier rang de la ville industrielle, une ligne de fabriques, de grands ateliers, de magasins, de greniers de réserve, dresse ses murs en face du Phalanstère. »

— Victor Considérant, Description du Phalanstère

#### Organisation du travail
Chaque individu œuvre dans de multiples groupes fréquentés successivement dans la journée. Les groupes principaux sont appelés des séries, constituées de gens « réunis passionnément par identité de goût pour quelque fonction ». L'intégration dans le groupe est réalisée en toute liberté et par choix réciproque.
Grâce à l’abondance générée par le libre cours laissé à la productivité naturelle des humains, le Phalanstère est un lieu de vie luxueux, et en même temps l’unité de base de la production. En Harmonie, l’industrie manufacturière est subordonnée à l’agriculture, elle-même réalisée en lien avec les cultures et passions locales. L’ensemble immobilier est ainsi placé dans un décor champêtre bigarré et entrelacé, en raison de la recherche du meilleur terroir pour chaque espèce cultivée. Charles Fourier nomme une telle organisation agricole l’ordre engrené pour le distinguer de l’ordre massif, celui de l’agriculture traditionnelle qui présente cultures et forêts en grandes masses séparées.
Plus loufoques, certaines innovations devaient être réalisées : des hommes chevauchant des poissons pour se déplacer, des fontaines naturelles de limonade…
La planète est librement et constamment parcourue par de grandes bandes composées principalement de jeunes hommes et femmes, accompagnés d’adultes d’âge mûr passionnés d’aventure. Ils assurent les travaux d’ampleur exceptionnelle, et leurs passages successifs dans les phalanstères de la planète suscitent en particulier les intrigues amoureuses qui rendent la vie en harmonie digne d’être vécue. Logés au dernier étage dans les caravansérails, ils sont nourris par les phalanstériens avec les mets et préparations très gastronomiques que l’organisation en séries passionnées permet de produire en grande quantité et sans effort. Les fêtes se succèdent pendant le séjour, avec des spectacles hauts en couleur dont l’excellence est rendue possible par l’importance donnée aux arts de la scène, à la chorégraphie et à la gymnastique dans l’éducation dès le plus jeune âge. À ce sujet, il imagine même qu'à intervalles réguliers, de grands écrivains viendront au monde pour exalter la réussite de cette communauté.
Dans un phalanstère, les journées d’activité sont longues, les nuits sont courtes. Les phalanstériens ne connaissent pas la fatigue due à la monotonie des tâches, au non-respect des rythmes naturels, aux dissensions résultant de l’absence de choix des compagnons de production et à la hiérarchie non fondée sur le talent. Bien au contraire, s’activer successivement dans de nombreux groupes passionnés est une joie de tous les jours, qui conduit la vieillesse à être belle et attirante. Ainsi la considération et l’affection des plus jeunes lui échoient-elles naturellement.

#### Rétribution
Chacun y est rétribué après répartition des dividendes annuels du phalanstère d'abord entre les séries, puis entre les groupes qui les composent. Vient ensuite la répartition entre les individus. La méthode est identique pour chaque échelle : le montant dépend du rang occupé dans le phalanstère. Ce rang est déterminé selon divers critères, appliqués à l’intérieur de trois classes : nécessité, utilité et agrément. Ce n’est pas la valeur marchande des produits qui entre en ligne de compte, mais leur capacité à susciter le désir de produire, et leur potentiel d'harmonisation du phalanstère (mécanique d'attraction et d'harmonie).
La répartition entre l'intérêt individuel et l'intérêt collectif se réalise équitablement grâce à l’existence d'intérêts croisés, du fait même de la participation de chaque individu à de nombreux groupes (effet du libre essor de la passion du changement, la papillonne). Les dividendes attribués au groupe sont ensuite répartis entre les individus qui le composent, en prenant bien soin de s'appuyer sur la cupidité en premier (accord direct), afin que la générosité (accord indirect) puisse s’exprimer ensuite. Sont ainsi constitués trois lots, 5 à 6/12e pour le travail, 4/12e pour le capital et 2 à 3/12e pour le talent (lot dont sont exclus les novices).
Les dividendes ainsi perçus viennent en positif sur le compte de chaque individu (et non de chaque famille, les enfants étant émancipés dès l'âge de 3 ans). Sur ce compte sont inscrits en négatif le revenu minimum annuel garanti à chacun dès l'âge de trois ans révolus, et le coût des biens et services qu’il a obtenus du phalanstère au cours de l’année (costumes, repas, autres fournitures et services…). Le solde positif n'est donc distribué qu’en fin d’année, et seulement à leur majorité pour les mineurs.

### Les quatre pommes
Fourier voit un jour dans un restaurant parisien un client dont la légende veut qu'il s'agisse du gastronome Brillat-Savarin, son beau-frère, payer une pomme 14 sous alors qu'à Rouen, d'où lui-même vient d'arriver, cette somme permettait d'en acheter une centaine. Pour lui, une telle distorsion des prix révèle un « désordre fondamental » qui condamne toute société fondée sur l'échange monétaire et la concurrence,.
Ce constat lui inspire l'idée des quatre pommes qui jalonnent l'histoire de l'humanité :
- celle qu'Ève offrit à Adam ;
- celle que Pâris offrit à Aphrodite ;
- celle qu'Isaac Newton reçut sur la tête en dormant ;
- et la quatrième, la sienne, la pomme de Fourier, qui lui révéla la nocivité du commerce et, en même temps, symbole de l'attraction des passions humaines[21].

### Critique de la Révolution de 1789
Ce précurseur d'un socialisme coopératif ne sera pas un révolutionnaire, détestant tout particulièrement la violence consubstantielle à cette Révolution qu'il rejette en bloc et l'austérité qu'elle a entraînée. Selon lui, le mal est là dès 1789 qui a détruit les liens sociaux en voulant recomposer une révolution d'individus libres et égaux : la liberté n'est qu'un leurre et l'harmonie sociale qui résulte de la diversité est préférable à l'égalité. Il faut ajouter qu’en 1793, lorsque les troupes de la Convention assiègent Lyon, les habitants pillent l’épicerie de Fourier afin de subvenir aux besoins de la ville:45. Celui ci doit ensuite fuir la ville, car étant soupçonné de sentiments contre-révolutionnaires:46. Il ne reviendra que quelques années plus tard. Cet épisode a donc nourri sa peur et sa haine de la Révolution. Cependant, à la différence des traditionalistes, la communauté dont il rêve est le produit de la volonté des hommes, si bien que paradoxalement, il reproche aux révolutionnaires de n'avoir pas été assez radicaux, notamment pour n'avoir pas fondé une religion.

## Réalisations
Dans sa vie, Charles Fourier lança plusieurs appels au mécénat auxquels personne ne répondit. Les phalanstères qui furent construits après sa mort ne reprirent pas l’ensemble de ses idées, oubliant pour la plupart tout ce qui était contraire à la morale (polygamie, libertinage, etc.).
Les phalanstères ont fait l'objet de nombreuses tentatives d'application en France et aux États-Unis au XIXe siècle, mais à l'exception notable du familistère de Guise et de celui de Bruxelles, toutes ont échoué plus ou moins rapidement. Mais après 1968, l'idée a stimulé certaines initiatives, notamment la communauté de Longo Maï en Provence.
- Le premier essai, qui eut lieu trois ans avant la mort de Fourier, en 1833 à Condé-sur-Vesgre se solda par un échec total. C’est le député Baudet Dulary qui, convaincu par Fourier, offrit 500 hectares pour la création d’une communauté. Victor Considerant, l’un des plus fervents disciples de Fourier, organisa la construction de fermes, d’ateliers et de briqueteries et en automne, c’est 1 100 personnes qui vinrent participer à la communauté. À la fin de l’hiver, il n’en reste plus que 200, les autres étant parties à cause de l’insalubrité des constructions et du froid. Au début de l’année 1834, les lieux sont abandonnés.
- En septembre 1841, à Cîteaux, la féministe belge Zoé de Gamond, après avoir écrit Réalisation d’une commune sociétaire d’après la théorie de Charles Fourier et avec l’aide d’Arthur Young, un disciple fortuné, créa une nouvelle communauté. Différentes vagues de colons s’y succédèrent, mais elle sera abandonnée en mars 1846 parce que la production n’assurait pas la survie de tous les copropriétaires.
- Toujours en 1841, le docteur homéopathe Benoît Jules Mure négocia avec le gouvernement brésilien afin d’obtenir une concession territoriale sur la presqu'île de Saí (anciennement « Sahy »), dans l’État de Santa Catarina, pendant que les ouvriers Jumain et Michel Derrion fondèrent sur la rive nord de la baie de Babitonga, à l'embouchure du canal du Palmital, une nouvelle Union Industrielle. Ces deux tentatives se terminèrent rapidement, faute de moyens et de colons.
- Le 31 décembre 1845, un groupe d’avocats, de médecins, d’ingénieurs et d’officiers fouriéristes de Lyon et de Franche-Comté fondèrent l’Union Agricole d’Afrique à Saint-Denis du Sig, en Algérie. La rigueur militaire du règlement dissuada beaucoup de colons et cet essai se changea rapidement en une société normale basée sur le salariat.
- Aux États-Unis, c’est Albert Brisbane, un disciple américain de Fourier ayant étudié en Europe[24] qui propagea ses théories. Il publia en 1840 à Philadelphie un ouvrage de vulgarisation des théories fouriéristes, Social Destiny of man qui eut beaucoup de succès. Malgré le nombre élevé de phalanx américaines, il reste peu de documents d’époque. On peut toutefois citer comme d’inspiration fouriériste la communauté agricole de Pacon Mountains fondée par des artisans de Brooklyn en 1842 qui dura quelques mois, la communauté fouriériste évangélique de Northampton fondée par le révérend William Adams en 1843 qui dura six ans, la communauté de Brook Farm fondée en 1841 près de Boston par George Ripley qui dura six ans, la North American Phalanx fondée en 1843 par Brisbane et Greeley et composée d’environ 200 membres qui dura treize ans ou encore la communauté Topolobampo, fondée par un ingénieur pennsylvanien dans la baie d’Ogüira sur la côte nord-ouest du Mexique, qui dura jusqu’en 1895.Intérieur du familistère, Guise. Carte postale.

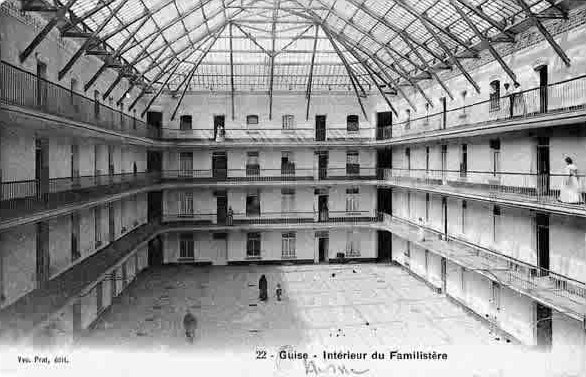
Intérieur du familistère, Guise. Carte postale.

- Après la révolution de 1848, Victor Considerant, qui propageait toujours les théories fouriéristes en Europe, dut s'exiler en Belgique parce qu’il s’était opposé au rétablissement temporel du pouvoir papal. Il rencontra Brisbane qui le décida à fonder en mai 1854 la communauté Reunion à Dallas, au Texas. Après que Considerant eut publié son appel Au Texas[25], nombre de colons français vinrent s'établir à Reunion. Mais la mauvaise qualité de la terre et le manque d'expérience agricole des colons, artisans pour la plupart, aboutirent à un échec. Victor Considerant déserta la colonie pour s'établir à San Antonio.
- À Guise (dans l'Aisne), Jean-Baptiste Godin a conduit, dans la seconde partie du XIXe siècle, une expérience de familistère partiellement inspirée du phalanstère.

## Hommages

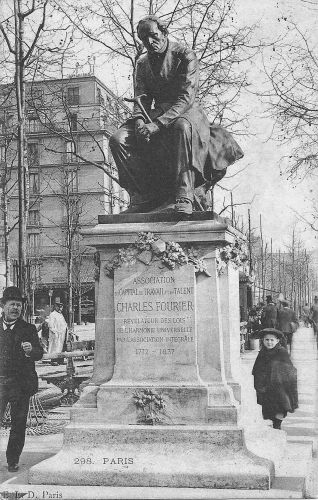
Émile Derré, Monument à Charles Fourier (1899), Paris, boulevard de Clichy (œuvre détruite).

- À Paris, dans le 13e arrondissement, la rue Charles-Fourier doit son nom au philosophe.
- À Évry, dans l'Essonne, il y a une rue Charles Fourier.
- A la Roche-Sur-Yon, il existe une Impasse Charles Fourier.
- Ode à Charles Fourier, poème d’André Breton (1947).
- Michel Bovani a réalisé une police de caractères dérivée d’Utopia qu’il a nommée Fourier, en hommage à Charles Fourier. [source insuffisante]

### Monument du boulevard de Clichy
Une souscription populaire permit l'érection du Monument à Charles Fourier, réalisé par Émile Derré (1867-1938). Situé boulevard de Clichy, à Paris, il fut inauguré en juin 1899 par son disciple Jean-Adolphe Alhaiza.
La statue en bronze a été envoyée à la fonte par l'occupant allemand sous le régime de Vichy. Seul le piédestal en pierre est resté en place.
Le 10 mars 1969, lors d'une grève générale, une réplique en plâtre de la statue est mise en place par un groupe libertaire et situationniste, les « Enragés », puis enlevée le surlendemain par les services techniques de la préfecture.
Le piédestal a été réutilisé le 10 janvier 2011 pour l'installation de La Quatrième Pomme, œuvre de Franck Scurti, une sculpture contemporaine en inox représentant la dernière des « quatre pommes célèbres » selon Fourier, c'est-à-dire la sienne,.

## Œuvres
- Sur les charlataneries commerciales, Lyon, 16 p., 1807.
- Théorie des quatre mouvements et des destinées générales : prospectus et annonce de la découverte, Leipzig, 1808 (lire en ligne).
- Le nouveau monde amoureux, 1816 (première publication 1967).
- Traité de l'association domestique-agricole, vol. 1, Paris, Bossange Père, 1822 (lire en ligne).
- Traité de l'association domestique-agricole, vol. 2, Paris, Bossange Père, 1822 (lire en ligne).
- Théorie de l'unité universelle, vol. 1, Paris, 1822-1823 (lire en ligne).
- Théorie de l'unité universelle, vol. 2, Paris, 1822-1823 (lire en ligne).
- Théorie de l'unité universelle, vol. 3, Paris, 1822-1823 (lire en ligne).
- Théorie de l'unité universelle, vol. 4, Paris, 1822-1823 (lire en ligne).
- Sommaire et annonces du Traité de l'association domestique-agricole, Paris, Londres, Bossange, 1823 (lire en ligne).
- Mnémonique géographique ou méthode pour apprendre en peu de leçons la géographie, la statistique et la politique., Paris, 1824
- Le Nouveau monde industriel et sociétaire ou invention du procédé d'industrie attrayante et naturelle, distribuée en séries passionnées, Paris, Bossange père, 1829 (lire en ligne).
- Le Nouveau monde industriel, ou invention du procédé d'industrie attrayante et combinée, distribuée en séries passionnées. Livret d'annonces, Paris, Bossange père, 1830 (lire en ligne).
- Pièges et charlatanisme des deux sectes Saint-Simon et Owen, qui promettent l'association et le progrès, Paris, Bossange père, 1831 (lire en ligne).
- La fausse industrie morcelée répugnante et mensongère et l'antidote, l'industrie naturelle, combinée, attrayante, véridique donnant quadruple produit, vol. 1, Paris, Bossange père, 1835 (lire en ligne).
- La fausse industrie morcelée répugnante et mensongère et l'antidote, l'industrie naturelle, combinée, attrayante, véridique donnant quadruple produit, vol. 2, Paris, Bossange père, 1836 (lire en ligne).
- Plan du Traité de l'attraction passionnelle, qui devrait être publié en 1821, Paris, 1836.
- PostSriptum à la Lettre confidentielle des membres de la réunion du 31 juillet…, Paris, 1837.
- Œuvres complètes, 6 vol., Paris, La Phalange, 1841-1845.
- Manuscrits, 10 volumes, Paris, La Phalange, 1845-1849.
- De l'anarchie industrielle et scientifique, Paris, Librairie Phalanstérienne, 1847 (lire en ligne).
- Manuscrits 4 volumes, Paris, Librairie Phalanstérienne, 1851-1858.
- Hiérarchie du cocuage, Paris, Éd. Du siècle, 1924.
- Œuvres complètes, 12 volumes, Paris, Anthropos, 1966-1968.
- L'Ordre subversif. Trois textes sur la Civilisation, Paris, Aubier Montaigne, 1972.
- Le Charme composé, Paris, Fata Morgana, 88 p., 1976.
- Citerlogue, accord de la morale avec les droits naturels par absorption composée, Paris, Fata Morgana, 88 p., 1994.
- Vers une enfance majeure, Paris, La Fabrique, 2006, 240 p..
- Des harmonies polygames en amour  (préf. Raoul Vaneigem), Paris, Rivages, coll. « Rivages Poche / Petite Bibliothèque », 2003, 377 p. (ISBN 2-7436-1090-5).
- Tableau analytique du cocuage (lire en ligne).

### Sources primaires
- Les papiers personnels de Charles Fourier, de Victor Considerant et de l'École sociétaire qu'il fonda sont conservés aux Archives nationales sous la cote 10AS[30].

#### Bases de données et dictionnaires
- Ressource relative à la recherche :   - Les Classiques des sciences sociales
- Ressource relative aux beaux-arts :   - Union List of Artist Names
- Ressource relative à plusieurs domaines :   - Radio France
- Notices dans des dictionnaires ou encyclopédies généralistes :   - American National Biography
  - Britannica
  - Brockhaus
  - Den Store Danske Encyklopædi
  - Deutsche Biographie
  - Dizionario di Storia
  - Enciclopedia italiana
  - Enciclopedia De Agostini
  - Gran Enciclopèdia Catalana
  - Hrvatska Enciklopedija
  - Internetowa encyklopedia PWN
  - Nationalencyklopedin
  - Proleksis enciklopedija
  - Store norske leksikon
  - Treccani
  - Universalis
  - Visuotinė lietuvių enciklopedija
- Notices d'autorité :   - VIAF
  - ISNI
  - BnF (données)
  - IdRef
  - LCCN
  - GND
  - Italie
  - Japon
  - CiNii
  - Espagne
  - Belgique
  - Pays-Bas
  - Pologne
  - Israël
  - NUKAT
  - Catalogne
  - Suède
  - Vatican
  - WorldCat